# 자이언트 밤
자이언트 밤(Giant Bomb)은 미국의 비디오 게임 웹사이트이다. 게임스팟의 전 편집장 제프 거츠먼과 라이언 데이비스가 개설하였다. 본래 위스키 미디어의 일부였으나, 2012년 3월 CBS 인터랙티브가 소유권을 갖게 되었다.